# Garrotxa
Garrotxa is een comarca van de Spaanse autonome regio Catalonië. Het is onderdeel van de provincie Girona. In 2005 telde Garrotxa 51.786 inwoners op een oppervlakte van 735,39 km². De hoofdstad van de comarca is Olot.

## Gemeenten
| Gemeente                 | Inwoners | Gemeente                | Inwoners | Gemeente              | Inwoners |
| ------------------------ | -------- | ----------------------- | -------- | --------------------- | -------- |
| Argelaguer               | 408      | Besalú                  | 2211     | Beuda                 | 147      |
| Castellfollit de la Roca | 964      | Maià de Montcal         | 374      | Mieres                | 352      |
| Montagut i Oix           | 875      | Olot                    | 31.271   | Les Planes d'Hostoles | 1754     |
| Les Preses               | 1657     | Riudaura                | 426      | Sales de Llierca      | 117      |
| Sant Aniol de Finestres  | 286      | Sant Feliu de Pallerols | 1223     | Sant Ferriol          | 206      |
| Sant Jaume de Llierca    | 785      | Sant Joan les Fonts     | 2631     | Santa Pau             | 1541     |
| Tortellà                 | 714      | La Vall de Bianya       | 1228     | La Vall d'en Bas      | 2616     |

## Interessante plaatsen
- La Fageda, sociale werkplaats en boerderij, in 1982 opgericht, voor de productie van zuivelproducten, ijs en conserven. Ontvangt jaarlijks meer als 50.000 bezoekers en stelt ongeveer driehonderd personen tewerk.